# Rika Cilliers
Hendrika Salomina Cilliers (1951-1999) was een Zuid-Afrikaanse dichteres. 

## Biografie
Rika Cilliers bracht haar jeugd door op verschillende plaatsen, Klein Karoo, Aberdeen, Humansdorp en Stellenbosch, waar haar vader als rechter werkzaam was. Vanaf 1972 studeerde ze Afrikaans en Duits aan de Universiteit van Stellenbosch. In 1975 verhuisde ze naar Johannesburg waar ze letterkunde, Afrikaans en Duits ging doceren aan de Randse Afrikaanse Universiteit, nu de Universiteit van Johannesburg. 
Rika Cilliers was getrouwd met Mauritz Prellern, een schrijver van jeugdboeken. Zij stierf op 27 april 1999 ten gevolge van een leverziekte. Ze woonde tot haar dood in Northcliff, Johannesburg.
Als kind schreef en vertelde Cilliers verhaaltjes. Later publiceerde ze vijf dichtbundels. Haar poëzie wordt gekenmerkt door autobiografische verwijzingen, het gebruik van Bijbelse figuren, en aandacht voor de positie van de vrouw. 